# 48e cérémonie des British Academy Film Awards
Pour la cérémonie des BAFTAs récompensant la télévision, voir la 42e cérémonie des British Academy Television Awards.
La 48e cérémonie des British Academy Film Awards, organisée par la British Academy of Film and Television Arts, s'est déroulée en 1995 et a récompensé les films sortis en 1994.

## Palmarès

### Meilleur film
- Quatre mariages et un enterrement (Four Weddings and a Funeral)
  - Quiz Show
  - Pulp Fiction
  - Forrest Gump

### Meilleur film britannique
Alexander Korda Award.
- Petits meurtres entre amis (Shallow Grave)
  - Bhaji, une balade à Blackpool (Bhaji on the Beach)
  - Prêtre (Priest)
  - Backbeat : Cinq Garçons dans le vent (Backbeat)

### Meilleur réalisateur
David Lean Award.
- Mike Newell pour Quatre mariages et un enterrement (Four Weddings and a Funeral)
  - Quentin Tarantino pour Pulp Fiction
  - Krzysztof Kieslowski pour Trois Couleurs : Rouge
  - Robert Zemeckis pour Forrest Gump

### Meilleur acteur
- Hugh Grant pour le rôle de Charles dans Quatre mariages et un enterrement (Four Weddings and a Funeral)
  - Tom Hanks pour le rôle de Forrest Gump dans Forrest Gump
  - Terence Stamp pour le rôle de Bernadette (Ralph) dans Priscilla, folle du désert (The Adventures Of Priscilla, Queen Of The Desert)
  - John Travolta pour le rôle de Vincent Vega dans Pulp Fiction

### Meilleure actrice
- Susan Sarandon pour le rôle de Reggie Love dans Le Client (The Client)
  - Linda Fiorentino pour le rôle de Bridget Gregory/Wendy Kroy dans Last Seduction (The Last Seduction)
  - Irène Jacob pour le rôle de Valentine Dussaut dans Trois Couleurs : Rouge
  - Uma Thurman pour le rôle de Mia Wallace dans Pulp Fiction

### Meilleur acteur dans un second rôle
- Samuel L. Jackson pour le rôle de Jules Winnfield dans Pulp Fiction
  - Paul Scofield pour le rôle de Mark Van Doren dans Quiz Show
  - John Hannah pour le rôle de Matthew dans Quatre mariages et un enterrement (Four Weddings and a Funeral)
  - Simon Callow pour le rôle de Gareth dans Quatre mariages et un enterrement (Four Weddings and a Funeral)

### Meilleure actrice dans un second rôle
- Kristin Scott Thomas pour le rôle de Fiona dans Quatre mariages et un enterrement (Four Weddings and a Funeral)
  - Anjelica Huston pour le rôle de Marcia Fox dans Meurtre mystérieux à Manhattan (Manhattan Murder Mystery)
  - Charlotte Coleman pour le rôle de Scarlett dans Quatre mariages et un enterrement (Four Weddings and a Funeral)
  - Sally Field pour le rôle de la mère de Forrest dans Forrest Gump

### Meilleur scénario original
- Pulp Fiction – Quentin Tarantino et Roger Avary
  - Quatre mariages et un enterrement  (Four Weddings and a Funeral) – Richard Curtis
  - Philadelphia – Ron Nyswaner
  - Priscilla, folle du désert (The Adventures Of Priscilla, Queen Of The Desert) – Stephan Elliott

### Meilleur scénario adapté
- Quiz Show – Paul Attanasio
  - Le Club de la chance (The Joy Luck Club) – Amy Tan & Ronald Bass
  - Les Leçons de la vie (The Browning Version) – Ronald Harwood
  - Forrest Gump – Eric Roth
  - Trois Couleurs : Rouge – Krzysztof Kieślowski et Krzysztof Piesiewicz

### Meilleure direction artistique
- Entretien avec un vampire (Interview with the Vampire: The Vampire Chronicles) – Dante Ferretti
  - The Mask – Craig Stearns
  - Priscilla, folle du désert (The Adventures Of Priscilla, Queen Of The Desert) – Owen Paterson, Colin Gibson
  - Frankenstein – Tim Harvey

### Meilleurs costumes
- Priscilla, folle du désert (The Adventures Of Priscilla, Queen Of The Desert)
  - Quatre mariages et un enterrement  (Four Weddings and a Funeral)
  - Entretien avec un vampire (Interview with the Vampire: The Vampire Chronicles)
  - Les Quatre Filles du docteur March (Little Women)

### Meilleurs maquillages et coiffures
- Priscilla, folle du désert (The Adventures Of Priscilla, Queen Of The Desert)
  - Madame Doubtfire (Mrs. Doubtfire)
  - The Mask
  - Entretien avec un vampire (Interview with the Vampire: The Vampire Chronicles)

### Meilleure photographie
- Entretien avec un vampire (Interview with the Vampire: The Vampire Chronicles) – Philippe Rousselot
  - Forrest Gump – Don Burgess
  - Priscilla, folle du désert (The Adventures Of Priscilla, Queen Of The Desert) – Brian J. Breheny
  - Pulp Fiction – Andrzej Sekula

### Meilleur montage
- Speed – John Wright
  - Pulp Fiction – Sally Menke
  - Forrest Gump – Arthur Schmidt
  - Quatre mariages et un enterrement (Four Weddings and a Funeral) – Jon Gregory (en)

### Meilleurs effets visuels
- Forrest Gump
  - The Mask
  - True Lies
  - Speed

### Meilleur son
- Speed
  - Le Roi lion (The Lion King)
  - Pulp Fiction
  - Backbeat : Cinq Garçons dans le vent (Backbeat)

### Meilleure musique de film
Anthony Asquith Award.
- Backbeat : Cinq Garçons dans le vent (Backbeat) – Don Was
  - Le Roi lion (The Lion King) – Hans Zimmer
  - Quatre mariages et un enterrement (Four Weddings and a Funeral) – Richard Rodney Bennett
  - Priscilla, folle du désert (The Adventures Of Priscilla, Queen Of The Desert) – Guy Gross

### Meilleur film en langue étrangère
- Vivre ! (活着) •  Chine
  - Trois Couleurs : Rouge •  France/ Pologne/ Suisse
  - Salé, sucré (Yin shi nan nu) •  Taïwan
  - Belle Époque (Belle epoque) •  Espagne

### Meilleur court-métrage
- Zinky Boys Go Underground – Tatiana Kennedy, Paul Tickell
  - Marooned – Andrea Calderwood, Jonas Grimas
  - Lost Mojave – Vladimir Perlovitche, Jonathan Cordish
  - That Sunday – Damiano Vukotic, Dan Zeff

### Meilleur court-métrage d'animation
- The Big Story – Tim Watts et David Stoten
  - The Monk and the Fish – Patrick Evano, Jacques Remy Girard, Michael Dudok De Wit
  - Pig & Pog – Carla Shelley, Peter Peake
  - Stressed – Karen Kelly

### Meilleure contribution au cinéma britannique
Michael Balcon Award.
- Ridley Scott et Tony Scott

### Fellowship Award
Prix d'honneur de la BAFTA, récompense la réussite dans les différentes formes du cinéma.
- Billy Wilder

## Récompenses et nominations multiples

### Nominations multiples
Films
 11  : Quatre mariages et un enterrement
 9  : Pulp Fiction
 8  : Forrest Gump
 7  : Priscilla, folle du désert
 4  : Trois Couleurs : Rouge, Entretien avec un vampire
 3  : Quiz Show, Speed, Backbeat : Cinq Garçons dans le vent, The Mask
 2  : Le Roi lion
Personnalités
 2  : Quentin Tarantino, Krzysztof Kieslowski

### Récompenses multiples
Légende : Nombre de récompenses/Nombre de nominations
Films
 4 / 11  : Quatre mariages et un enterrement
 2 / 3  : Speed
 2 / 4  : Entretien avec un vampire
 2 / 7  : Priscilla, folle du désert
 2 / 9  : Pulp Fiction

### Les grands perdants
1 / 8  : Forrest Gump
 0 / 4  : Trois Couleurs : Rouge
 0 / 3  : The Mask